# Église Saint-Martin de Coudres
L'église Saint-Martin est une église catholique située à Coudres en France.

## Localisation
L'église est située dans le département français de l'Eure dans le bourg de la commune de Coudres.

## Historique
L'église était un élément du prieuré Saint-Martin, fondé au XIe siècle et dépendant de l'abbaye de Bourgueil.
L'église conserve des éléments du XIIIe siècle et XIVe siècle.
L'édifice est reconstruit à la fin du XVe siècle et la charpente date du XVIe siècle.
Des peintures murales ont été découvertes en 1986.
L'édifice est inscrit au titre des monuments historiques le 19 janvier 1999.

## Architecture et mobilier
Mobilier de l'église entre les XIIe et XIXe siècles.
L'édifice conserve un haut-relief représentant une Descente de croix daté peut-être du XIIe siècle,.